# Нікола Тумолеро
Нікола Тумолеро (італ. Nicola Tumolero) — італійський ковзаняр, олімпійський медаліст, чемпіон Європи.
Бронзову олімпійську медаль Тумолеро виборов на Пхьончханській олімпіаді 2018 року на дистанції 10 000 м.

## Виноски
1. ↑  http://www.speedskatingstats.com/index.php?file=skater&code=1994092401
2. ↑  https://www.poliziadistato.it/articolo/165a7c4ffe23c77635780894